# Résidence Plein Air
Le Résidence Plein Air est un immeuble de rapport situé à l'angle de l'avenue du Général Michel et le boulevard Pierre Mayence dans le quartier Ville-Haute à Charleroi (Belgique). Marqué par le style de l'école d'Amsterdam et l'Art déco, le bâtiment a été conçu par Marcel Depelsenaire en 1936.

## Architecture
Le traitement des angles est la caractéristique principale du bâtiment, où l'architecte joue entre les différents volumes et matériaux. Pour cela, Marcel Depelsenaire a utilisé du béton et deux couleurs de briques. Le bloc d'ascenseur avec le toit en métal accentue la plasticité des balcons qui se succèdent en hauteur. La porte d'entrée est l'élément le plus emblématique. Le choix des géométries, la finition des tuiles émaillées des colonnes et le choix typographique inscrivent le bâtiment dans le style expressionniste.
Le bâtiment est divisé en 5 niveaux et maintient le programme architectural d'origine. Au rez-de-chaussée se trouvent un commerce, un appartement et des garages. Dans les quatre autres étages, il y a des appartements de typologies variables. Les appartements du premier, deuxième et cinquième étage ont deux chambres, tandis que ceux du deuxième et quatrième étage une et deux chambres,.